# 松岡茂行
松岡　茂行（まつおか　しげゆき、1950年（昭和25年）4月29日 -  ）は、日本の弁護士。元日本弁護士連合会副会長

## 略歴
- 1979年3月　西南学院大学法学部卒業
- 1986年　　 弁護士登録（第38期司法修習）
- 1990年 　　宮崎市において松岡茂行法律事務所設立
- 2008年　　 宮崎県弁護士会 会長
- 2010年　　 宮崎県弁護士会 会長
- 2010年5月  弁護士法人みやざき　代表社員
- 2011年4月  日本弁護士連合会 副会長に就任

## 専門領域
民事一般・民事介入暴力対策・犯罪被害者支援